# Golfo de Shélijov
El golfo de Shélijov (o Shelikhov) (en ruso: залив Шелихова; zaliv Shélijova) es un gran entrante en la parte septentrional del mar de Ojotsk, que separa la parte continental de Rusia de la península de Kamchatka. Tiene dos brazos principales: la bahía del Guízhiga, al oeste; y la bahía del Pénzhina, al este.
Este golfo lleva su nombre en honor del explorador y comerciante ruso Grigori Shélijov, que fue quien fundó en 1784 el primer asentamiento ruso en América (en isla Kodiak, en la entonces América rusa). 

## Geografía
El golfo tiene una longitud de 650 km, con una anchura en la boca de 130 km (entre el cabo Tolstói y cabo Yuzhny) y una anchura máxima de 300 km, y tiene una profundidad máxima de 350 m.
Las aguas del golfo permanecen congeladas desde diciembre a mayo. En el golfo hay mareas muy amplias, alcanzándose en la bahía del Pénzhina el valor más alto de todo el océano Pacífico (12,9 m).
La bahía es rica en recursos pesqueros, como el arenque, el fletán, la platija y la navaga (eleginus navaga). 
El golfo de Shélijov no debe confundirse con la mucho más pequeña bahía de Shélijov (Bujta Shélijova, 50.37N, 155.62E), situada también en el mar de Ojotsk en la costa noroeste de la isla de Paramushir.